# プリンスオブウェールズ岬

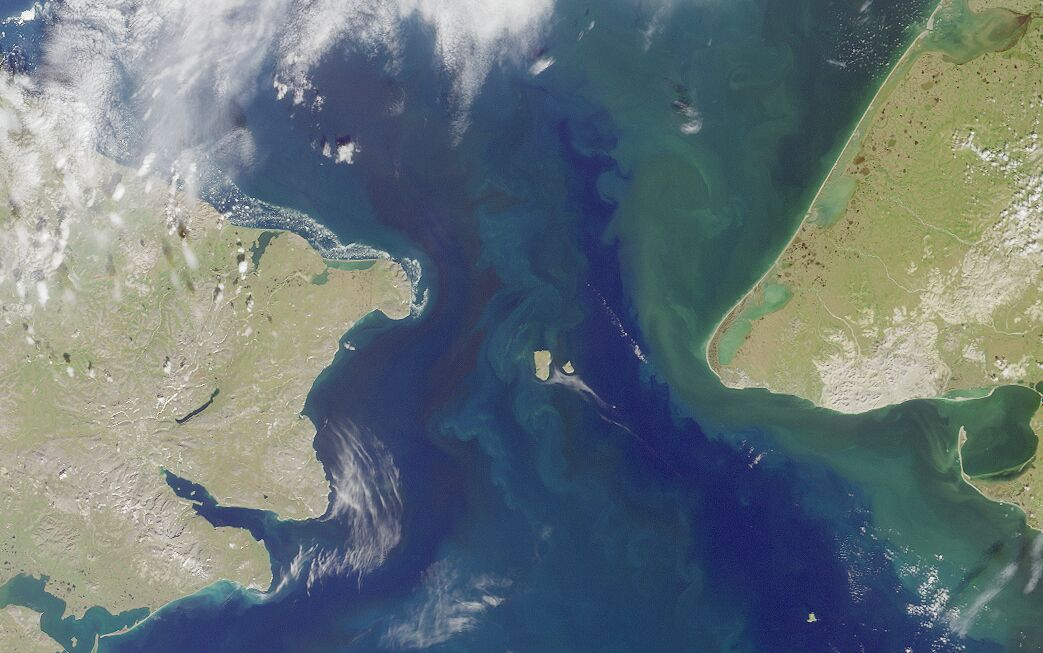
ベーリング海峡。右がプリンスオブウェールズ岬。

プリンスオブウェールズ岬（プリンスオブウェールズみさき、英:Cape Prince of Wales）とはアメリカ大陸の最西端で北緯65度35分47秒、西経168度05分05秒。アラスカのセワード半島にある。
ベーリング海峡を挟んで反対側はチュクチ半島のデジニョフ岬。

## 歴史
1778年5月9日にイギリス海軍のジェームズ・クックによって命名された。